# Morti nel 1554
| Questa pagina contiene informazioni ricavate automaticamente dalle voci biografiche con l'ausilio del template Bio e di un bot. L'aggiornamento è periodico e automatico e ricostruisce completamente la pagina. Se manca una persona in questa lista, sei pregato di non aggiungerla, ma accertati piuttosto che la sua voce biografica contenga il template Bio e che i dati anagrafici siano correttamente compilati. Se il template Bio manca, inseriscilo tu stesso o, in alternativa, metti l'avviso {{tmp\|Bio}} che ne segnala la mancanza. Se i dati riportati sono sbagliati, correggi direttamente la voce biografica; le modifiche saranno visibili in questa lista entro pochi giorni. Per chiarimenti vedi il progetto biografie. La lista contiene solo le 67 persone che sono citate nell'enciclopedia e per le quali è stato implementato correttamente il template Bio. Pagina aggiornata al 31 ago 2024. |

## Gennaio(1)
- 2 gennaio - Giovanni Manuele d'Aviz, principe portoghese (n. 1537)

## Febbraio(8)
- 4 febbraio - Conrad Meyer, politico e giurista svizzero
- 6 febbraio - Arnold von Bruck, compositore fiammingo
- 12 febbraio - Guilford Dudley, nobile britannico (n. 1536)
- 12 febbraio - Jane Grey, regina britannica (n. 1537)
- 21 febbraio - Hieronymus Bock, botanico tedesco (n. 1498)
- 21 febbraio - Sibilla di Jülich-Kleve-Berg, principessa (n. 1512)
- 23 febbraio - Henry Grey, I duca di Suffolk, duca britannico (n. 1517)
- 24 febbraio - Philip van Wilder, liutista e compositore fiammingo

## Marzo(6)
- 3 marzo - Giovanni Federico I di Sassonia,  tedesco (n. 1503)
- 3 marzo - Silvestro Landino, gesuita italiano (n. 1503)
- 15 marzo - Margherita di Waldeck, nobildonna tedesca (n. 1533)
- 16 marzo - Sabba da Castiglione, religioso, letterato e umanista italiano (n. 1480)
- 24 marzo - Rodolfo II Baglioni, condottiero e politico italiano (n. 1518)
- 29 marzo - Anne de Polignac, nobildonna francese (n. 1495)

## Aprile(4)
- 6 aprile - Giulio Cesare de' Rossi, condottiero italiano (n. 1519)
- 11 aprile - Thomas Wyatt il Giovane, politico britannico (n. 1521)
- 20 aprile - Francesco Bissolo, pittore italiano
- 23 aprile - Gaspara Stampa, poetessa italiana (n. 1523)

## Maggio(3)
- 18 maggio - William Thomas, storico britannico (n. 1524)
- 24 maggio - Brandano, predicatore italiano (n. 1488)
- 31 maggio - Marcantonio Trevisan, doge (n. 1475)

## Giugno(2)
- 6 giugno - Hieronymus Schurff, giurista svizzero (n. 1481)
- 26 giugno - Leone Strozzi, condottiero e ammiraglio italiano (n. 1515)

## Agosto(5)
- 8 agosto - Theobald Billicanus, umanista tedesco (n. 1493)
- 10 agosto - Shiba Yoshimune, militare giapponese (n. 1513)
- 19 agosto - Gerolamo Querini, patriarca cattolico italiano (n. 1468)
- 25 agosto - Thomas Howard, III duca di Norfolk, nobile e politico inglese (n. 1473)
- 27 agosto - Simone Porzio, medico e filosofo italiano

## Settembre(4)
- 21 settembre - Giannantonio Donato Acquaviva d'Aragona, nobile italiano (n. 1485)
- 21 settembre - Alessandro Campeggi, cardinale e vescovo cattolico italiano (n. 1504)
- 22 settembre - Francisco Vázquez de Coronado, esploratore spagnolo
- 25 settembre - Richard Sampson, compositore e vescovo anglicano inglese

## Ottobre(2)
- 21 ottobre - John Dudley, II conte di Warwick, nobile britannico
- 27 ottobre - Giberto II Pio di Savoia, condottiero italiano (n. 1508)

## Novembre(2)
- 25 novembre - Amago Kunihisa, militare giapponese (n. 1492)
- 29 novembre - Francesco Castellalto, militare italiano (n. 1480)

## Senza giorno specificato(30)
- Anna di Laval, nobile francese (n. 1505)
- Francisco de Sandoval Acacitzin
- Jacone, pittore italiano (n. 1495)
- Matthias Apiarius, tipografo, editore e compositore svizzero (n. 1494)
- Antonio Belloni, notaio e storico italiano
- Giovanni Battista Belluzzi, architetto e ingegnere militare sammarinese (n. 1506)
- Pedro Cieza de León, storico, esploratore e militare spagnolo (n. 1512)
- Giovanni Battista Doria, doge (n. 1470)
- Giannandrea Giustiniani Longo, doge (n. 1494)
- Francisco Hernández Girón, militare spagnolo (n. 1501)
- Jinbō Kiyoshige, militare giapponese
- Anna Lascaris, nobildonna italiana (n. 1487)
- Il Moretto, pittore italiano
- Simone Mosca, scultore e architetto italiano (n. 1492)
- Toto del Nunziata, pittore e architetto italiano (n. 1498)
- Christiern Pedersen, teologo danese (n. 1480)
- Teramo Piaggio, pittore italiano (n. 1485)
- Giovan Francesco Rustici, scultore italiano (n. 1475)
- Diego de San Francisco Tehuetzquititzin
- Feliciano de Silva, scrittore spagnolo (n. 1491)
- Solomon Sirilio, rabbino spagnolo (n. 1485)
- Argula von Stauff, nobildonna tedesca (n. 1492)
- Alessandro Vitelli, condottiero italiano (n. 1500)
- Thomas West, IX barone De La Warr, nobile britannico (n. 1475)
- Hugh Willoughby, esploratore britannico
- Ali Abu Hassun, sultano marocchino
- Pero de Góis, politico e militare portoghese (n. 1503)
- Pedro de Heredia, militare e esploratore spagnolo
- Jean Bastier de La Péruse, poeta e drammaturgo francese (n. 1529)
- Giovanni del Giglio, pittore spagnolo